# Sarel van der Merwe
Sarel Daniel van der Merwe (ur. 5 grudnia 1946 roku w Port Elizabeth) – południowoafrykański kierowca wyścigowy.

## Kariera
Van der Merwe rozpoczął karierę w wyścigach samochodowych w 1983 roku od gościnnych startów w IMSA Camel GT Championship oraz FIA World Endurance Championship. W IMSA GT trzykrotnie stawał na podium. Z dorobkiem 39 punktów uplasował się tam na osiemnastej pozycji w klasyfikacji generalnej. W późniejszych latach Południowoafrykańczyk pojawiał się także w stawce IMSA Camel GTP Championship, World Sports-Prototype Championship, All Japan Sports Prototype Car Endurance Championship, SAT 1 Supercup, 24-godzinnego wyścigu Le Mans, 24-godzinnego wyścigu Daytona, NASCAR Winston Cup, South African Touring Car Championship, South African V8 Championship oraz Renault Sport Clio Elf International Cup.